# جورج بيتر هاموند
جورج بي هاموند (بالإنجليزية: George P. Hammond)‏ هو مؤرخ أمريكي، ولد في 19 سبتمبر 1896 في هوتشينسون في الولايات المتحدة، وتوفي في 3 ديسمبر 1993 في بيركيلي في الولايات المتحدة.